# Веденкинское сельское поселение
Веденкинское се́льское поселе́ние — сельское поселение в Дальнереченском районе Приморского края.
Административный центр — село Веденка.

## История
Статус и границы сельского поселения установлены Законом Приморского края от 7 декабря 2004 года № 190-КЗ «О Дальнереченском муниципальном районе»

## Население
| 2010  | 2011  | 2012  | 2013  | 2014  | 2015  | 2016  |
| ----- | ----- | ----- | ----- | ----- | ----- | ----- |
| 3009  | ↘2986 | ↘2947 | ↘2886 | ↘2823 | ↘2777 | ↘2733 |
| 2017  | 2018  | 2019  | 2020  | 2021  |       |       |
| ↘2672 | ↘2660 | ↘2618 | ↘2512 | ↘2396 |       |       |

## Состав сельского поселения
В состав сельского поселения входят 6 населённых пунктов:
| № | Населённый пункт | Тип населённого пункта       | Население |
| - | ---------------- | ---------------------------- | --------- |
| 1 | Веденка          | село, административный центр | ↘1553     |
| 2 | Междуречье       | село                         | ↘240      |
| 3 | Новотроицкое     | село                         | ↘148      |
| 4 | Соловьёвка       | село                         | ↘568      |
| 5 | Стретенка        | село                         | ↘343      |
| 6 | Ударное          | село                         | ↘14       |

## Местное самоуправление
Администрация
Адрес: 692103, с. Веденка, ул. Мелехина, 38. Телефон: 8 (42356) 51-1-17
Глава администрации
- Бровок Алексей Анатольевич